# Tarail
Tarail (en bengali : তারাইল) est une upazila du Bangladesh dans le district de Kishoreganj. En 1991, on y dénombrait 138 488 habitants.